# كهريزك (ساوجبلاغ)
كهريزك هي قرية في مقاطعة ساوجبلاغ، إيران. يقدر عدد سكانها بـ 1072 نسمة بحسب إحصاء 2016.